# Heracleum subtomentellum
Heracleum subtomentellum là một loài thực vật có hoa trong họ Hoa tán. Loài này được C.Y. Wu & M.L. Sheh mô tả khoa học đầu tiên năm 1991.